# اقدامات محمدرضا پهلوی

در طول دوران سلطنت محمدرضا پهلوی،  اقدامات صورت گرفت که برخی مستقیم توسط او و برخی توسط دولت های آن دوران پایه گذاری شد. 
- ساخت میدان و برج شهیاد به عنوان نماد شهر تهران.[۱] (میدان و برج آزادی کنونی)
- ساخت دهکده المپیک و مجموعه ورزشی آریامهر تهران برای برگزار کردن بازی‌های آسیایی ۱۹۷۴ که شامل ورزشگاه یکصد هزار نفری فوتبال، سالن دوازده هزارنفری، سالن‌های تیراندازی، پیست اسکیت، پیست اتومبیل‌رانی، پیست موتورسواری، دریاچه (جهت انجام انواع ورزش‌های آبی) و پیست کارتینگ می‌شود. این مجموعه همچنین دارای مجتمع پنج سالن است که شامل سالن بسکتبال، سالن والیبال، سالن وزنه‌برداری، سالن کشتی، سالن بانوان، زمین‌های تنیس، کمپ تیم ملی فوتبال، مجموعه سوارکاری، استخر آزادی، ورزشگاه دوچرخه سواری، چند زمین فوتبال، زمین بیسبال و کریکت و جاده تندرستی (مسیر دور دریاچه) می‌شود.[۲]
- تأسیس شرکت هواپیمایی ایران (هما) که قدیمی‌ترین خط هوایی خاورمیانه محسوب می‌گردد.[۳]
- ساخت  |صنایع  و پیشرفت سریع رشد اقتصادی در کشور. گسترش کارخانجات نساجی مازندران که موجب شد ایران دارای بزرگترین شرکت نساجی در خاورمیانه شود.[نیازمند منبع] صنعت ذوب آهن در ایران باعث شد کشور به جرگه کشورهای صنعتی وارد شود و دهمین تولید کننده فولاد در بین دویست کشور دنیا بشود. تاسیس صنعت تولید مس و صنعت تولید آلومینیوم که باعث شدند ایران جزو سی کشور تولید کننده این فلزات بشود.[نیازمند منبع]
- استقرار حاکمیت ملی ایران بر جزیره‌های تنب بزرگ، تنب کوچک و ابوموسی و تثبیت قدرت و حاکمیت ملی ایران و نیروی دریایی شاهنشاهی در خلیج فارس.
- برگزاری جشن‌های ۲۵۰۰ ساله شاهنشاهی برای نشان دادن تاریخ برجسته و پیشینه باشکوه فرهنگی ایران در عرصه بین‌المللی.[۴]
- انجام انقلاب سفید و اصول ۱۹ گانه آن مانند: اصلاحات ارضی و پایان دادن به نظام ارباب رعیتی حاکم در ایران - ملی کردن جنگل‌ها و مراتع ایران. ملی کردن آب‌های کشور، این اصل برای گسترش منابع آب و جلوگیری از به هدر رفتن آن و پیدا کردن یک سیاست یکسان در استفاده از منابع آب کشور اعلام شد. سهیم کردن کارگران در سود خالص کارخانه‌های صنعتی و تولیدی - تأسیس سپاه بهداشت، سپاه دانش[۵] و سپاه ترویج و آبادانی.[۶]
- تحصیلات رایگان در برخی از دانشگاه های دولتی و اجباری برای همگان.
- پوشش بیمه‌های اجتماعی همگانی برای همه ایرانیان.
- تأسیس کانون پرورش فکری کودکان و نوجوانان برای پر کردن خلاء آثار و محصولات فرهنگی برای کودکان و نوجوانان ایران.
- اصلاح قانون انتخابات ایران و اعطا کردن حق رأی به زنان و حقوق برابر سیاسی با مردان که با مخالفت شدید روحانیونی همچون روح‌الله خمینی همراه بود. روحانیون اعتقاد داشتند تساوی حقوق زن و مرد در تناقض با شرع اسلام می‌باشد.
- تغییر مبدأ تاریخ ایران از هجری خورشیدی، به آغاز پادشاهی کوروش بزرگ.[۷]
- تأسیس اوپک (اتحادیه صادرکنندگان نفت) و ریاست بر آن.[۸]
- تأسیس ساواک پس از کودتای ۲۸ مرداد برای سرکوب مخالفین رژیم پهلوی به ویژه کمونیست‌ها و مذهبیون.[۹]
- تأسیس دانشگاه صنعتی آریامهر (صنعتی شریف)، پلی تکنیک تهران (امیرکبیر)، دانشگاه صنعتی آریامهر اصفهان (دانشگاه صنعتی اصفهان)، دانشگاه ملی ایران (دانشگاه شهید بهشتی)، دانشگاه فرح پهلوی (دانشگاه الزهرا)، دانشگاه پهلوی (دانشگاه شیراز)، دانشگاه جندی‌شاپور (دانشگاه شهید چمران).

## ایجاد صنایع مادر

### صنعت ذوب آهن
شرکت سهامی ذوب‌آهن اصفهان که تا پیش از انقلاب ۱۳۵۷ کارخانهٔ ذوب‌آهن آریامهر نام داشت، نخستین و بزرگ‌ترین تولیدکنندهٔ فولاد ساختمانی و ریل در ایران است. در سال ۱۳۴۴ بنابر موافقت‌نامه‌ای که میان ایران و شوروی بسته شد، روس‌ها متعهد شدند درازای صادرات گاز ایران به شوروی، ماشین‌سازی اراک و ذوب‌آهن اصفهان را احداث کنند.   .

### صنعت مس
شرکت ملی صنایع مس ایران در سال ۱۳۵۱ تحت عنوان شرکت سهامی معادن مس سرچشمه در شهر رفسنجان، تأسیس شد این شرکت همراه مس، ۷۰۰ تن کنسانتره طلا و نقره در سال تولید می‌کند که به‌صورت خام فروخته می‌شود و هیچگاه مدیران این شرکت در اندیشه احداث کارخانه استحصال و تولید شمش خالص طلا نبوده‌اند.  

### صنعت آلومینیوم
موضوع بنیان‌گذاری کارخانهٔ ایرالکو در سال ۱۳۴۶ ه‍.ش به تصویب هیئت دولت رسید و اقدامات مربوط به نصب تأسیسات و ساختمان از سال ۱۳۴۸ با همکاری شرکت رینولدز آمریکا آغاز گردید و در سال ۱۳۵۱ با دو خط تولید و ظرفیت ۴۵٬۰۰۰ تن در سال، مورد بهره‌برداری قرار گرفت.  .

### صنایع پتروشیمی
فهرست صنایع پتروشیمی ایران
شاه معتقد بود بایستی ایران از صنایع پتروشیمی برای افزایش ارزش افزوده محصولات نفتی خود استفاده کند چون پتروشیمی ارزش این محصولات را حدود شش برابر افزایش میدهد. بنابراین اقدام به ساخت پنج کارخانه کرد که انواع کود شیمیایی و پلاستیکها و موارد آروماتیک را تولید میکردند. پتروشیمی شیراز -پتروشیمی رازی -پتروشیمی آبادان-  تغییر نام داد). در پایان دهه ۱۳۵۰ تولید سالانه پتروشیمی ایران به ۳۰۰ هزار تن رسید که شامل کود شیمیایی و  پلاستیک بود. 

## ارتش شاهنشاهی ایران
محمدرضا پهلوی بودجه هنگفتی را در زمینه تجهیز و آموزش ارتش شاهنشاهی ایران در نظر گرفته بود. در این زمینه تجهیزاتی از آمریکا و دیگر کشورها خریداری شد. در زمان او نیروی هوایی شاهنشاهی ایران از قدرتمندترین نیروها در دنیا شد و ارتش ایران از یک ارتش ناکارآمد در زمان رضاشاه به نیروی کارآمد تبدیل شد. ارتش شاهنشاهی، نیروی دریایی شاهنشاهی ،  نیروی هوایی شاهنشاهی در سال های پایانی حکومت پهلوی  قدرتمندترین ارتش خاورمیانه شد‌.

## برج شهیاد (برج آزادی کنونی)
تاریخچه برج شهیاد به سال ۱۳۴۵ خورشیدی بر می‌گردد. در این سال طرح یک نماد شناسایی ایران میان معماران ایرانی به مسابقه گذاشته شد و در پایان طرح مهندس حسین امانت بیست و چهار ساله و دانش‌آموخته دانشکده هنرهای زیبا دانشگاه تهران برنده و برای ساخت برگزیده شد. عملیات ساخت برج آزادی در یازدهم آبان ۱۳۴۸ خورشیدی آغاز شد و پس از بیست و هشت ماه کار، در ۲۴ دیماه ۱۳۵۰ با نام برج شهیاد به بهره‌برداری رسید.
در جشن گشایش این برج که در سمت غرب شهر تهران جای دارد، محمدرضا شاه و همسرش شهبانو فرح پهلوی حضور داشتند و استوانه کوروش برای نخستین بار در ایران در این مکان پرده‌برداری شد.
در کوران انقلاب ایران (۱۳۵۷) اجتماعاتی در این میدان برپا می‌شد و پس از پیروزی انقلاب نیز برنامه پیشواز از روح‌الله خمینی در بازگشت از پاریس به تهران در این میدان انجام شد و نام آن نیز از میدان شهیاد به میدان آزادی دگرگون شد.

## ورزشگاه آریامهر (ورزشگاه آزادی کنونی)

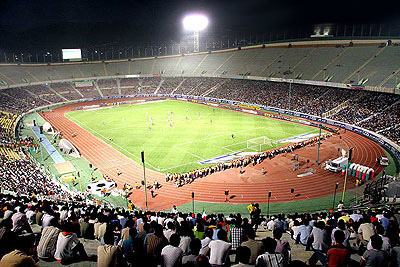
نمایی از استادیوم صدهزار نفری آریامهر

استادیوم  ورزشگاه آزادی بزرگ‌ترین وزرشگاه این کشور است. این ورزشگاه برای میزبانی بازی‌های آسیایی ۱۹۷۴ در زمان سلطنت محمدرضا پهلوی ساخته شد. این ورزشگاه در حقیقت بخشی از مجموعهٔ ورزشی آزادی است.
بیشتر بازی‌های تیم ملی فوتبال ایران و تیم‌های تهرانی لیگ برتر فوتبال ایران در این ورزشگاه برگزار می‌شود.
ورزشگاه آزادی با طراحی عبدالعزیز فرمانفرماییان ساخته شد و در تاریخ ۲۶ مهر ۱۳۵۰ گشایش یافت.
این ورزشگاه پیش از انقلاب به با توجه به لقب    محمدرضا پهلوی آریامهر خوانده می‌شد و پس از انقلاب به نام آزادی تغییر نام داد.

## جشن‌های ۲۵۰۰ سالهٔ شاهنشاهی ایران

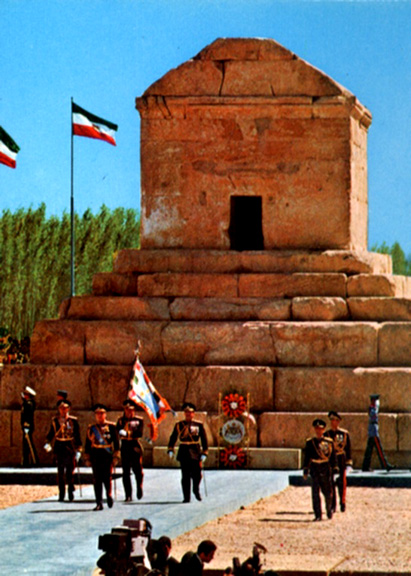
محمدرضاشاه پهلوی در حال ادای احترام به آرامگاه کوروش بزرگ در جریان برگزاری جشن‌های ۲۵۰۰ سالهٔ شاهنشاهی ایران

جشن‌های ۲۵۰۰ ساله شاهنشاهی ایران نام مجموعه جشن‌هایی است که به مناسبت دوهزار و پانصد سال تاریخ مدون شاهنشاهی ایران و در زمان سلطنت محمدرضا شاه پهلوی از تاریخ ۱۲ تا ۱۶ اکتبر ۱۹۷۱ (برابر با ۲۰ تا ۲۴ مهر ۱۳۵۰) در تخت جمشید برگزار شد. در این جشن‌ها، سران حکومتی و پادشاهان ۶۹ کشور جهان شرکت کردند و تمدن و تاریخ کهن ایران را ارج نهادند.
هزینه برگزاری جشن‌ها و ساخت تأسیسات جانبی و بناها معادل حدود ۱۲۰ میلیون تا ۳۰۰ میلیون تومان (معادل حدود ۲۲ میلیون دلار با نرخ برابری سال ۱۳۵۰) از سوی منابع مختلف ذکر شده‌است. البته رقم هزینه شده برای این مراسم به گفته عبدالرضا انصاری که مسوول مستقیم برگزاری جشن بود نزدیک به دویست میلیون تومان بود که ۶۰ میلیون آن از محل کمک بخش خصوصی، ۵۰ میلیون از محل کمک دولتی و بقیه از محل ذخیره دفتر برگزاری جشن‌های شاهنشاهی ایران تأمین شد. برای تأمین هزینه برگزاری جشن‌ها از سال ۱۳۳۹ تا پایان جشن، از روش‌های مختلفی استفاده گردید. از جمله صرفه جویی در هزینه‌های سازمانها و ادارات دولتی و همچنین تخصیص بودجه.
البته این هزینه شامل ساختن بنای یادبود شهیاد در تهران، توسعه زیرساخت مخابراتی اسدآباد همدان، توسعه فرودگاه شیراز و ساخت و تجهیز هتل‌های تهران و شیراز و راه‌سازی نیز بود. در پایان این جشن‌ها دوازده میلیون تومان در صندوق کمیته برگزاری جشن باقی ماند که به تکمیل مسجد اعظم قم اختصاص یافت. 
ژان لوروریه هزینه جشن‌ها را پانصد میلیون دلار و ویلیام شوکراس روزنامه‌نگار آمریکایی، سیصد میلیون دلار برآورد می‌کند.

## ساواک

تیمور بختیار (نیم‌رخ) نخستین، و نعمت‌الله نصیری سومین رئیس ساواک

سازمان امنیت و اطلاعات کشور که معمولاً به اختصار ساواک خوانده می‌شود، از سال ۱۳۳۵ تا ۱۳۵۷ سازمان اصلی پلیس امنیتی و اطلاعاتی ایران در زمان سلطنت محمدرضاشاه پهلوی بود که قدرت و اختیارات بسیاری در توقیف و بازجویی افراد داشت. این سازمان به ویژه در سال‌های دهه ۱۳۵۰ و قبل از پیروزی انقلاب ۵۷ و سرنگونی حکومت سلطنتی، نفرت‌انگیزترین و مخوف‌ترین نهاد حکومتی در بین مردم به‌شمار می‌آمد.
ساواک در اوسط دهه ۱۹۵۰ میلادی (اواسط دهه ۱۳۳۰ شمسی) با و همکاری مشترک موساد و سیا در ایران شکل گرفت و هدف از آن تأسیس یک نیروی پلیس مخفی در ایران بوده‌است. بنیانگذاران این سازمان سازمان سیا را الگوی شکل‌گیری اولیه آن تعیین کرده بودند. کارشناسان سیا و سپس موساد در ایران به‌طور فعال به آموزش متدهای خبرچینی و جمع‌آوری اطلاعات مربوط به مخالفان حکومت شاه، به اعضای ساواک پرداختند. همچنین کتابی که پس از انقلاب ۵۷ توسط حسین فردوست، یکی از مقامات بلندپایه این سازمان نگاشته شده‌است نیز، بر نقش بارز عوامل اطلاعاتی آمریکا و اسرائیل در شکل‌گیری ساواک تأکید می‌ورزد.
مقامات و مأموران آن عمدتاً از مأموران فرمانداری نظامی و رکن دو ارتش و شهربانی تأمین می‌شدند و وظیفه اصلی این سازمان شناسایی و نابود کردن کلیه کسانی بود که به نحوی با دیکتاتوری شاه به مخالفت برمی‌خاستند و طبق منابع موثق غربی، ساواک برای این منظور از هر ابزاری از جمله شکنجه استفاده می‌نمود. طبق گفته یک کارشناس سابق سازمان اطلاعاتی آمریکا، سیا با نام «جسی جِی لیف» (Jesse J. Leaf)، تکنیکهای شکنجه توسط سیا به اعضای ساواک تعلیم داده می‌شد. پس از انقلاب و سرنگونی استبداد شاهنشاهی در سال ۵۷، یک حلقه فیلم در رابطه با این سازمان پیدا شد که توسط سازمان سیا برای آموزش ساواک در نحوه شکنجه دادن زنان ساخته شده بود.
نخستین رئیس این سازمان، تیمور بختیار در سال ۱۳۴۰ به دلیل احساس خطر شاه در اقدام وی به کودتا از کار برکنار شد و به یکی از مخالفان حکومت تبدیل گشت. وی بعدها در سال ۱۳۴۹ توسط یکی از مأموران ساواک در عراق زخمی شده و پس از انتقال به بیمارستان سرانجام درگذشت.
ساواک نخست به منظور شناسایی و بازداشت اعضای حزب توده تأسیس شد، اما فعالیت‌های خود را بسط داد و به جمع‌آوری اطلاعات و زیر نظر گرفتن هرگونه مخالفان حکومت پهلوی، دانشجویان دانشگاه‌ها، اتحادیه‌های کارگری و همین‌طور روحانیون شیعه و نویسندگان، ژورنالیست‌ها و شخصیت‌های ادبی به منظور اعمال سانسور پرداخت. این سازمان همچنین عملکردهای برون مرزی خصوصاً در خبرچینی و تحت نظر قراردادن دانشجویان ایرانی مخالف حکومت در خارج از کشور هم داشت.
در واقع از سال ۱۳۴۲ به بعد بود که شاه به سازمانهای امنیتی خویش از جمله ساواک توسعه بخشید، به‌طوری‌که از ۵۳۰۰ مأمور تمام‌وقت و تعداد بسیار اما نامعلومی از خبرچینان پاره‌وقت تشکیل می‌شد.
ساواک در سرکوبی عناصر ضد نظام سلطنتی فعالیت گسترده‌ای داشته‌است. این سازمان به عنوان عامل شکنجه و اعدام مخالفین به ویژه انقلابیون ایران شناخته می‌شود چنان‌که بین سال‌های ۱۳۵۰ تا ۱۳۵۵، ۳۶۸ تن از چریکهای مخالف حکومت را به قتل رسانده و در بین سال‌های ۱۳۵۰ تا ۱۳۵۷ (قبل از سرنگونی حکومت شاهنشاهی) حدود ۱۰۰ زندانی سیاسی را اعدام نموده‌است.
تکنیکهای شکنجه‌گری ساواک شامل: وارد آوردن شوک الکتریکی، شلاق‌زدن، کتک زدن، داخل نمودن خرده‌شیشه یا آب جوش در بدن، بستن وزنه‌های سنگین و کندن و کشیدن دندان و ناخن می‌شد.